# آماندلا (مجله)
آماندلا! (به انگلیسی: Amandla (magazine)) مجله‌ای است که دو ماه یکبار در آفریقای جنوبی منتشر می‌شود که در سال ۲۰۰۶ راه‌اندازی شد، بنیانگذاران این مجله مازیبوکو خارا و برایان اشلی هستند. این مجله توسط مرکز اطلاعات و توسعه جایگزین (AIDC) در کیپ‌تاون منتشر می‌شود و نام آن از کلمه آماندلا به زبان زولو به معنای قدرت گرفته شده است و سربرگ مقاله «قدرت را جدی بگیریم» است.
این مجله به تحلیل فرآیندهای سیاسی، اقتصادی و اجتماعی جاری از دیدگاه چپ رادیکال پوشش می‌دهد. مقالات آن دیدگاه‌هایی در مورد استراتژی‌های جایگزین برای تعمیق فرایند تحول اجتماعی در آفریقای جنوبی و در قاره آفریقا ارائه می‌دهد. این مقالات طیف وسیعی از موضوعات از جمله تغییرات آب و هوایی، حاکمیت غذایی، مراقبت‌های بهداشتی ملی و مبارزات طبقه کارگر، و همچنین بحث‌هایی پیرامون اتحادیه‌های کارگری آفریقای جنوبی، جنبش‌های اجتماعی و سازمان‌های مردمی را شامل می‌شود.
خوانندگان این مجله شامل فعالان سازمان‌های سیاسی، کارگری و مردمی، و همچنین روشنفکران مترقی در دانشگاه‌ها، سازمان‌های غیردولتی، پارلمان، سازمان‌های اجتماعی، کلیساها، روزنامه‌نگاران، وکلا، مقامات دولتی در نهادهای دولتی و غیره هستند. نویسندگان مجله عبارتند از نوام چامسکی، جرمی کرونین، رونی کسریلز، مارک هیوود و جوئل نتشیتنژه. مقالات این مجله به عنوان مثال شامل بحران برق ایسکوم در آفریقای جنوبی، انتقاد از سیستم مالیات بر دارایی، و اخبار بین‌المللی از تایلند و یونان است.
آماندلا! همچنین مجموعه‌ای از انجمن‌های گفتگو در مورد مسائل موضوعی را در کیپ‌تاون و ژوهانسبورگ برگزار می‌کند.